# زاكية
زاكية مدينة سورية تابعة لناحية الكسوة في محافظة ريف دمشق. وفقاً للمكتب المركزي للإحصاء السوري بلغ عدد سكانها حوالي 33000 ألف نسمة تقع المدينة في الجنوب الغربي للعاصمة دمشق وتبعد عنها حوالي 25 كم .
يحيط بها عدد من القرى والبلدات , الديرخبية , الحسينية , المقيليية , الطيبة , عين البيضا , مزارع خان الشيح , وتعتبر مدينة زاكية من حيث السكان والمساحة من ضمن المناطق الأكبر في غوطة دمشق الغربية

## الموقع
بنيت بين الصخور البركانية السوداء حول مرتفع صخري عليه مساكن حجرية سماها أهل المدينة فيما بعد بـ «قلعة بيت خريبة» نسبة إلى أكثر من يسكن هذه القلعة.[بحاجة لمصدر] وهي لا تبعد كثيراً عن مدينة دمشق فهي تقع في الجنوب الغربي لمدينة دمشق وتبعد حوالي 30 كم تقريباً ولكن موقعها الجغرافي الوعري الذي جعلها شبه منقطعة عمن حولها من البلدان، فلا يأتي إليها إلا من يقصدها.

## تاريخ
مما ورد في التاريخ لذكر زاكية أن معاوية كان يخطب الناس بدمشق، ويقول في خطبته: «يا أهل قردا، يا أهل زاكية وأقاصي الغوطة وأداني البثنية لا تدعن الجمعة بدمشق»، وأيضاً أن معاوية كان يبعث حرساً من حرسه إلى كناكر وزاكية وقردا فيقول: «إن هذا يوم عاشوراء، وكان النبي صلى الله عليه وسلم يصومه ونحن صائمون، فمن أحب أن يصومه فليصمه.»
وقد ورد هذان النصان في كتاب مختصر تاريخ دمشق لابن منظور والذي يؤكد أنه قصد زاكية هو أنه أورد قبلها مباشرة أن معاوية كان يصلي يوم الجمعة بنهار طويل، وكان أهل القريات من مرج الصفر يشهدونها معه، ثم ينصرفون إلى أهليهم فيأتونهم قبل غروب الشمس، ومرج الصفر ثمانية عشر ميلاً، قال: يعني إلى دمشق.

## السكان
وأمّا بالنسبة لسكانها: فزيّهم ولهجتهم قريبة جداً من زيّ ولهجة أهل نابلس في فلسطين. وإن دلّ هذا فإنما يدلّ على أنّ أوّل من قدموا إليها وسكنوها أو أكثرية قاطنيها هم من أهالي نابلس فلسطين. ثم اجتمع إليها من أماكن أخرى متعددة.
وهؤلاء السكان يتصفون بالكرم والطيبة فبيوتهم مفتوحة للضيف، وكذلك تراهم مجتمعين في أفراحهم وأتراحهم متخلين عن الخلافات التي تكون بينهم.
وقد ورد أيضاً في كتاب ذكريات علي الطنطاوي المؤلف من ثمانية أجزاء ذكر زاكية ذكراً مؤكداً حيث انتهى في الجزء الثاني في سقبا بالغوطة، إلى رنكوس؛ المحطة الجديدة في مسيرة علي الطنطاوي في التعليم، ثم مرة أخرى إلى زاكية، المحطة التالية! حيث إنه درَّس فيها فترة من الزمن وتابع واصفاً أهلها بالطيبة والكرم والبساطة.
إلا أن الوضع العلمي والثقافي في زاكية بقي متدنياً إلى سنوات قلائل ماضية وذلك بسبب عمل أهل المدينة بالزراعة وتربية المواشي إذ كانوا يفضلون ترك أبنائهم للمدرسة والانتقال للعمل بالزراعة لأن مردودها المادي أفضل بكثير من أي وظيفة حكومية.
أما الآن فقد ارتفع المستوى التعليمي إلى مرتبة جيدة وازداد الوعي الصحي والثقافي في مدينة زاكية فزادت أعداد الطلبة وحملة الشهادة الثانوية والشهادات الجامعية بمختلف الاختصاصات والفروع وازدادت أعداد المدارس الابتدائية وأنشئت ثانوية عامة ونسوية متكاملة وتم افتتاح المعاهد التعليمية إضافة للمركز الثقافي العربي في زاكية.
إن سكان المدينة معظمهم أصليون وجميعهم مسلمون وقد بلغ تعداد السكان في زاكية قرابة 20000 نسمة في إحصاء عام 2004 م ويتجاوز حالياً 35000 ألف نسمة

## المياه
يمر من شمال المدينة نهر الأعوج الذي ينبع من جبل الشيخ مشكلاً المصدر الرئيسي لمياه الري لمجموعة من المناطق والقرى التي يمر بها عبر فروع أو قنوات للري مثل الزوكاني والديرخباني والديراني والكناكري ضمن أراضي زاكية وبلدة الديرخبية وغيرها من البلدات والفروع،
ثم يتابع الأعوج مسيره حتى يصب في بحيرة الهيجانة وقد مرت سنوات عديدة لم يصل فيها الأعوج إلى هذه البحيرة.
وقد حدثنا كثيرون من أهل المدينة عما كان يسمى بـ «الغيضة» ذات الأشجار الباسقة على ضفافه فهي بذلك كانت جنة من الجنان التي لا يوجد لها مثيل في المنطقة كلها فقد كانت محجاً للناس من دمشق وغيرها يقصدونها من مختلف المناطق.
ولكن الجفاف والقحط ألم بالمنطقة فجف النهر كما جف غيره فيبست الأشجار وقطعت وأصبح نهر بلا ماء وضفاف بلا أشجار ولا نبات إلا ما ندر.
والآن قد تم تحديد سير الطريق المحلق الجنوبي لمدينة دمشق الكبرى وإن هذا الطريق يمر بمحاذاة المدينة وبأراضيها وبذلك تصبح مدينة زاكية المنطقة الجنوبية الأخيرة لمدينة دمشق الكبرى.

## روابط خارجية
- المدينة التي باركت لقلاوون انتصاره على التتار